# Keshav Dutt
Pour les articles homonymes, voir Dutt.
Keshav Chandra Dutt, né le 29 décembre 1925, mort le 7 juillet 2021 est un joueur indien de hockey sur gazon qui évolue au poste de halfback. Il a fait partie de l'équipe qui a remporté des médailles d'or aux Jeux olympiques d'été de 1948 et de 1952.

## Palmarès
- Médaille d'or aux Jeux olympiques d'été de 1948 par équipe
- Médaille d'or aux Jeux olympiques d'été de 1952 par équipe